# Latviesu Sieviesu Organizāciju Padome
Latviesu Sieviesu Organizāciju Padome, var en organisation för kvinnors rättigheter i Lettland, grundad 1925. 
Det var en paraplyorganisation för Lettlands kvinnoföreningar. Det var den ledande kraften för feminismen i Lettland under mellankrigstiden och kanaliserade den lettiska kvinnorörelsens kampanjer för kvinnors rättigheter. 